# 1902 a filmművészetben

## Események
- április 2. – Los Angelesben megnyílik a város első mozija 200 ülőhellyel Electric Theathre néven.
- Vetítőgépeiben a német Oskar Mester először használja a háromszárnyú blendét, amely segít a kép vibrálásnak megszüntetésében.

## Filmbemutatók
- Georges Méliès elkészíti legendássá vált filmjét Utazás a Holdba (Le Voyage dans la Lune) címen.
- Georges Méliès: Le Couronnement du roi Édouard VII (VII. Edward megkoronázása)
- Edwin S. Porter: The Life of an American Fireman Egy amerikai tűzoltó élete

## Születések
| Hónap      | Nap | Név                    | Szakma                             | Meghalt |
| Január     | 2   | Sybil Seely            | színésznő                          | 1984    |
| Január     | 31  | Tallulah Bankhead      | színésznő                          | 1968    |
| Január     | 31  | Jávor Pál              | színész                            | 1959    |
| Február    | 14  | Thelma Ritter          | színésznő                          | 1965    |
| Március    | 8   | Louise Beavers         | színésznő                          | 1962    |
| Március    | 28  | Flora Robson           | színésznő                          | 1984    |
| Április    | 10  | Darvas Lili            | színésznő                          | 1974    |
| Április    | 25  | Mary Miles Minter      | színésznő                          | 1984    |
| Május      | 2   | Brian Aherne           | színész                            | 1986    |
| Május      | 3   | Walter Slezak          | színész                            | 1983    |
| Május      | 10  | David O. Selznick      | producer                           | 1965    |
| Május      | 15  | Anny Ondra             | színésznő                          | 1987    |
| Május      | 21  | Anatole Litvak         | rendező                            | 1974    |
| Május      | 28  | Luis César Amadori     | rendező                            | 1977    |
| Május      | 30  | Stepin Fetchit         | színész, táncos                    | 1985    |
| Június     | 1   | Walter Plunkett        | jelmeztervező                      | 1982    |
| Június     | 19  | Bán Frigyes            | filmrendező                        | 1969    |
| Június     | 22  | Marguerite De La Motte | színésznő                          | 1950    |
| Július     | 1   | William Wyler          | rendező                            | 1981    |
| Július     | 18  | Dimitar Panov          | színész, rendező                   | 1985    |
| Július     | 18  | Chill Wills            | színész                            | 1978    |
| Július     | 26  | Gracie Allen           | színésznő, humorista               | 1964    |
| Augusztus  | 10  | Norma Shearer          | színésznő                          | 1983    |
| Augusztus  | 10  | Curt Siodmak           | forgatókönyvíró                    | 2000    |
| Augusztus  | 11  | Lloyd Nolan            | színész                            | 1985    |
| Augusztus  | 22  | Leni Riefenstahl       | rendező                            | 2003    |
| Szeptember | 5   | Darryl F. Zanuck       | producer, forgatókönyvíró, rendező | 1979    |
| Szeptember | 22  | John Houseman          | színész                            | 1988    |
| Október    | 5   | Larry Fine             | színész, humorista                 | 1975    |
| Október    | 18  | Miriam Hopkins         | színésznő                          | 1972    |
| Október    | 28  | Elsa Lanchester        | színésznő                          | 1986    |
| November   | 24  | Latabár Kálmán         | színész, színművész                | 1970    |
| December   | 9   | Margaret Hamilton      | színésznő                          | 1985    |
| December   | 19  | Ralph Richardson       | színész                            | 1983    |